# Tepezalá (Aguascalientes)
Pour l’article homonyme, voir Tepezalá.
Tepezalá est une municipalité de l'État d'Aguascalientes, au Mexique. Elle couvre une superficie de 228 ou 231,70 km2 et compte 20 926 habitants en 2015.